# P. J. Clarke's

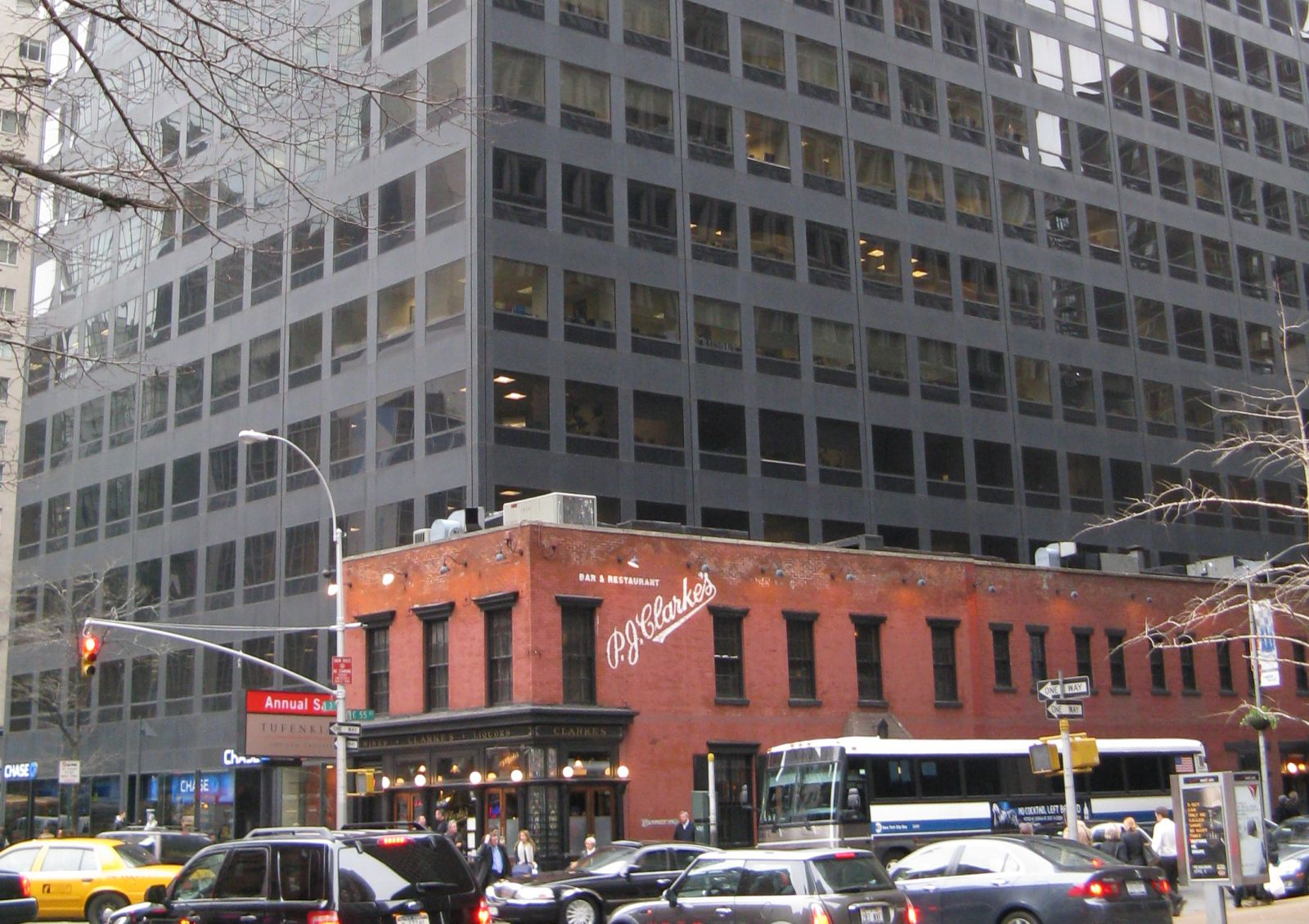
Le P.J. Clarke's.

Le P. J. Clarke's, établi en 1884, est un bar et un restaurant célèbre de New York situé au coin nord-est de la 55e rue dans le quartier de Manhattan.

## Histoire
Le bar est au début géré par Patrick J. Clarke, un immigrant Irlandais qui paie le loyer du lieu au début des années 1900 à un certain Mr. Duneen. Après une dizaine d'années, il rachète le bâtiment et en change le nom.
Le bâtiment est indépendant et est situé à proximité du building 919 Third Avenue, un gratte-ciel de 47 étages. Les anciens propriétaires du Clarke, les frères Lavezzo, vendirent l'immeuble pour 1,5 million de dollars et un leasing de 99 ans fut signé avec la société Tishman Realty and Construction. À la suite de problèmes financiers, les frères Lavezzo furent forcés de vendre leur possession à un consortium composé entre autres de George Steinbrenner et de Timothy Hutton. 
Le bâtiment était à l'origine de quatre étages mais il perdit ses deux étages supérieurs durant les années 1960.
La crise du covid aura eu raison du restaurant qui fermera entre 2020-2021 mais réouvrira en 2021.

## Visiteurs célèbres
Le bar a accueilli de nombreuses personnalités : 
- Jacqueline Kennedy-Onassis durant les années 1970 ;
- Frank Sinatra, un habitué ;
- Ernest Borgnine et Ethel Merman y annoncèrent leur mariage ;
- Richard Harris qui adorait les hamburgers du restaurant;
- Nat King Cole qui déclara que le cheeseburger au bacon du restaurant était la « Cadillac des hamburgers ! » ;
- Buddy Holly.

## Culture populaire
P.J. Clarke's fut utilisé pour représenter le Nat's Bar dans le film de Ray Milland intitulé Le Poison (1945). Charles R. Jackson, l'auteur du roman utilisé par le film était un habitué du bar. 
Johnny Mercer écrit sa chanson One for My Baby (and One More for the Road) dans le bar. 
Il est fait mention du bar dans le roman de Jacqueline Susann intitulé The Love Machine (1969).
Dans le film Coyote Girls (2000), l'équipe du bar affronte l'équipe des filles.
Gene Hackman (Popeye Doyle dans le film) demande un hamburger du P.J. Clarke's dans le film French Connection 2 (French Connection II, 1975).
Dans la série télévisée Mad Men, les employés de Sterling Cooper font des publicités pour le bar.
Il est fait mention du bar dans le roman de Katherine Pancol intitulé Les écureuils de Central Park sont tristes le lundi (2010).

## Expansion
Le bar s'est développé et deux nouvelles localisations du bar sont présentes à Manhattan :
- P.J. Clarke's at Lincoln Square (2007) ;
- P.J. Clarke's on the Hudson (2006).

Il existe trois restaurants à Chicago portant le même nom mais ceux-ci ne sont pas liés.